# The Breath of the Gods
The Breath of the Gods è un film muto del 1920 diretto da Rollin Sturgeon. La sceneggiatura si basa su The Breath of God di Sidney McCall (pseudonimo di Mary McNeil Fenollosa), un romanzo pubblicato a Boston nel 1905.

## Produzione
Il film fu prodotto dalla Universal Jewel Super-Production, una branca dell'Universal Film Manufacturing Company che designava quelle pellicole di alta qualità destinate a sale di prestigio dai prezzi più alti.
L'attrice Tsuru Aoki, protagonista del film, fu supervisore della scenografia per quello che riguardava la costruzione del set.

## Distribuzione
Il copyright del film, richiesto dalla Universal Film Mfg. Co., Inc., fu registrato il 9 luglio 1920 con il numero LP15346.
Distribuito dalla Universal Film Manufacturing Company, il film uscì nelle sale il 25 luglio 1920. In Francia, venne distribuito il 12 agosto 1922 con il titolo Le Souffle des Dieux.